# 霍维托·萨隆加
霍维托·雷耶斯·萨隆加（英語：Jovito "Jovy" Reyes Salonga，1920年6月22日—2016年3月10日），是菲律宾的政治家、律师，是费迪南德·马科斯统治时期的反对党领袖，曾担任菲律宾参议院议长、总统府善政委员会主席。